# Wanrong
Wanrong (chinesisch 万荣县, Pinyin Wànróng Xiàn) ist ein chinesischer Kreis der bezirksfreien Stadt Yuncheng in der Provinz Shanxi. Die Fläche beträgt 1.078 Quadratkilometer und die Einwohnerzahl 361.956 (Stand: Zensus 2020). 1999 zählte Wanrong 419.649 Einwohner.
Der Dongyue-Tempel in Wanrong (Wanrong Dongyue miao 万荣东岳庙), die Tempel Wanrong houtu miao 万荣后土庙, Wanrong Jiwang miao 万荣稷王庙 und Wanquan wenmiao 万泉文庙 stehen auf der Liste der Denkmäler der Volksrepublik China.